# HR 8799

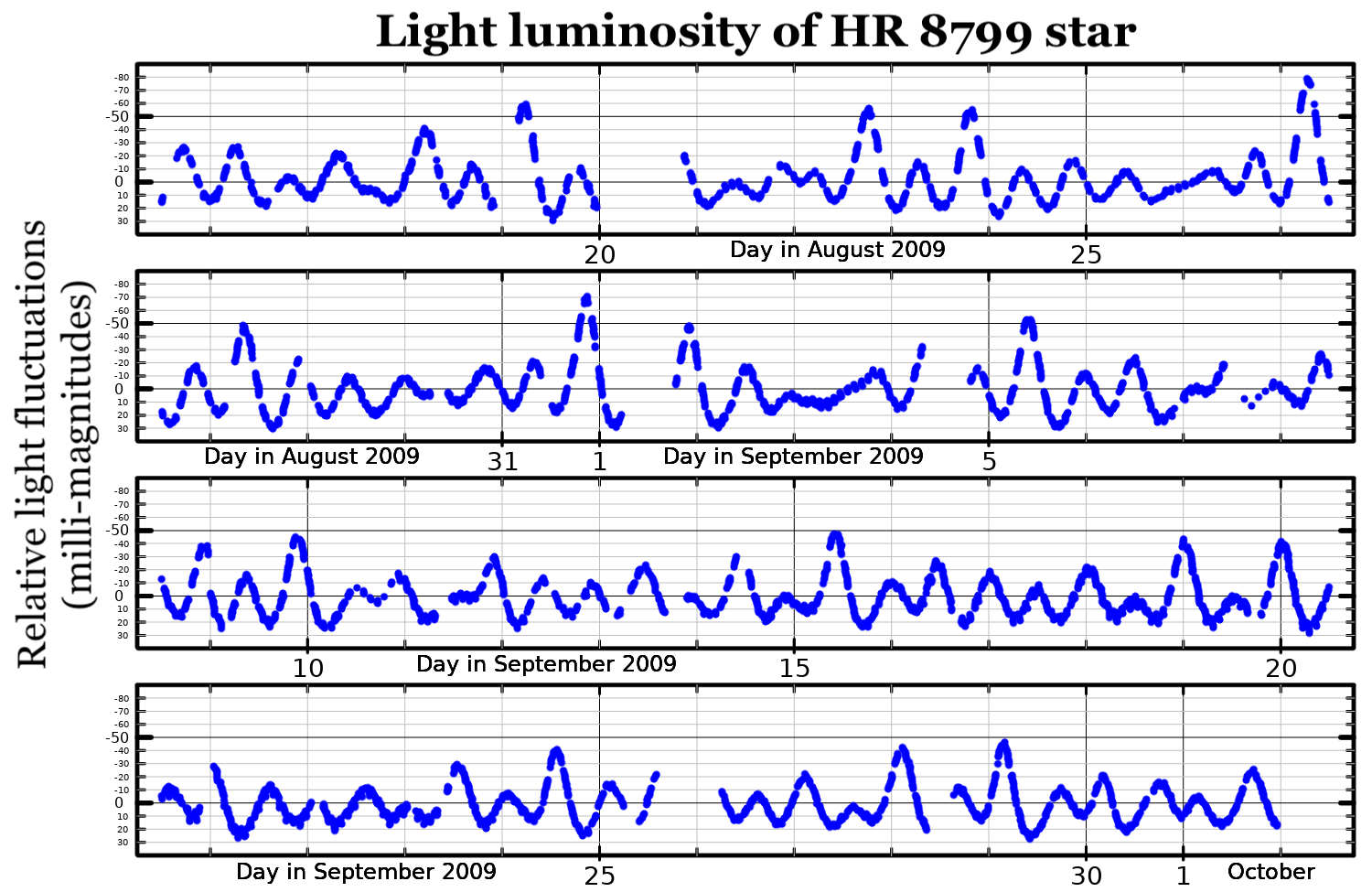
Lichtkromme van HR 8799

HR 8799 is een gele dwerg die ongeveer 129 lichtjaar van de Aarde in het sterrenbeeld Pegasus staat. De ster is 1,5 keer zwaarder dan de Zon en bijna 5 keer zo helder.
De ster is een van de eerste sterren waarbij wetenschappers exoplaneten ontdekten met de methode van gereflecteerd licht. Zo zijn er tot op heden vier exoplaneten ontdekt die om HR 8799 draaien. Alle vier de planeten zijn gasreuzen.

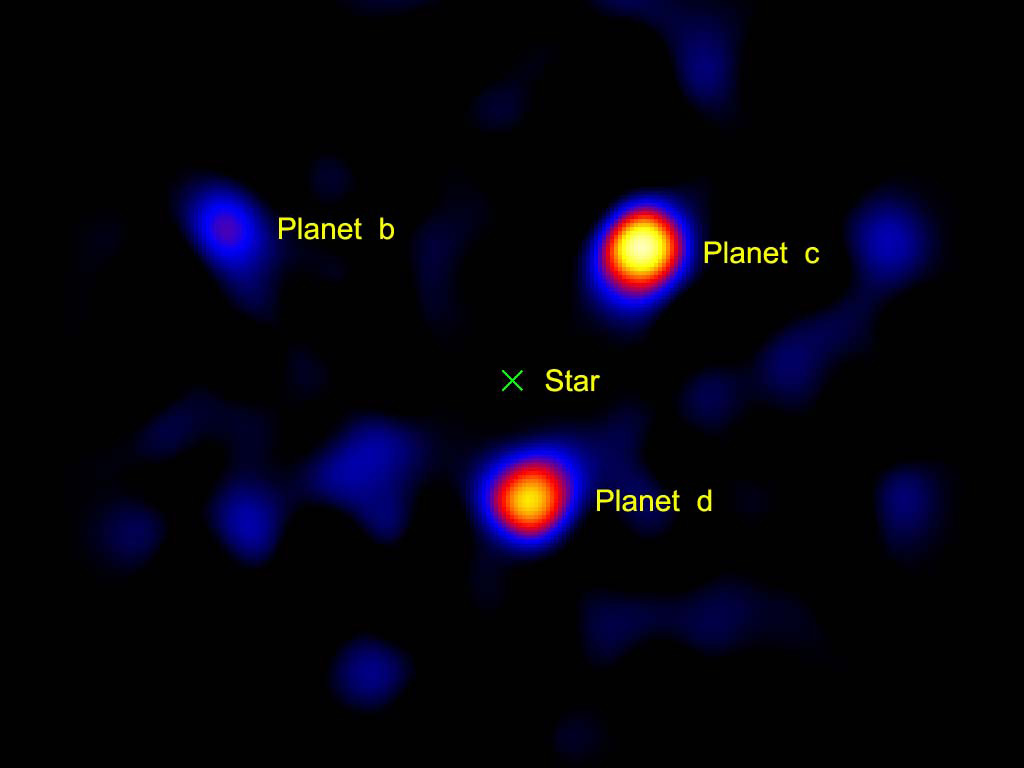
De methode van het gereflecteerd licht

## Eigenschappen
De ster is lid van de sterklasse Lambda Bootis (λ Boo); dit is een groep sterren die een bijzonder tekort heeft aan metalen in de buitenste atmosfeer. Hierdoor bezitten ze een ingewikkelde spectraalklasse. HR 8799 heeft als spectraalklasse kA5 hF0 mA5 V; λ Boo.
De ouderdomsbepaling hangt af van welke methode men gebruikt. Kijkend naar de helderheid van de ster zou hij tussen 20 tot 150 miljoen jaar oud moeten zijn. Vergelijking met andere sterren leert dat HR 8799 tussen 30 tot 160 miljoen jaar oud is. Als de helderheid en temperatuur op het Hertzsprung-Russelldiagram ingegeven wordt, wordt een ouderdom tussen 30 miljoen en 1,128 miljard jaar bekomen.

## Planetair systeem
Op 13 november 2008 werd bekendgemaakt dat Christian Marois en zijn team, drie planeten hadden waargenomen om een baan rond HR 8799 door middel van de Keck telescoop op Hawaii. De 4de planeet werd waargenomen bij verdere observaties op 1 november 2010.
De planeten bevinden zich, in vergelijking met het Zonnestelsel, ver van de ster. De orbitale stralen van de planeten b, c, d en e zijn respectievelijk 2 tot 3 keer de afstand van de Zon tot Jupiter, Saturnus, Uranus en Neptunus. De orbitale beweging van de planeten gaat tegen de klok in.